# Indoctrinatie

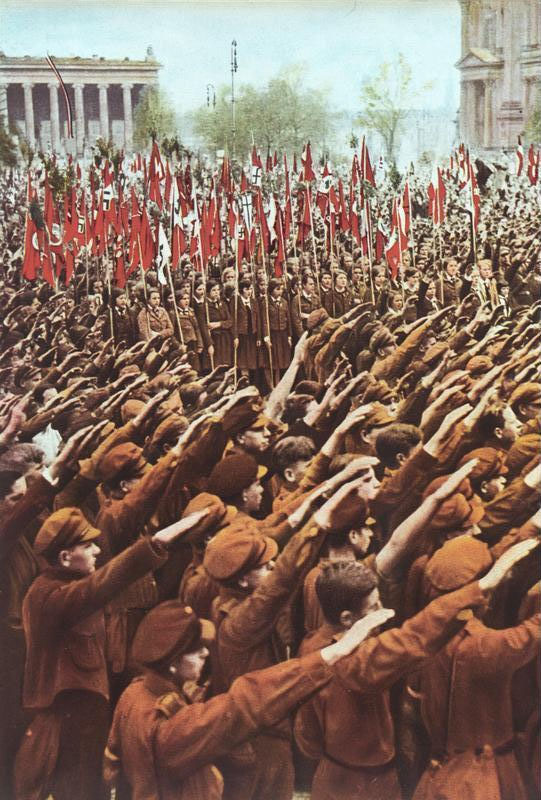
Leden van Hitlerjeugd voeren de nazi-groet uit tijdens een bijeenkomst in de Lustgarten in Berlijn, 1933

Indoctrinatie (of: indoctrineren) is een vorm van manipulatie door het systematisch en eenzijdig onderwijzen van aanvechtbare overtuigingen of opvattingen, met de bedoeling dat deze kritiekloos worden aanvaard. Het woord heeft een sterke negatieve connotatie. Indoctrinatie en onderwijs dienen niet verward te worden.
Indoctrinatie omvat het woord doctrine, hetgeen leer of leerstelling betekent. Doctrine (leerstelling) komt van het Latijnse doctrina (leer, onderwijs), dat weer, evenals doceren en docent, is afgeleid van het werkwoord docere = onderwijzen.
Een van de kenmerken van indoctrinatie is dat er, in tegenstelling tot leren, vaak een straf gezet wordt op het bespreekbaar willen maken van de over te dragen overtuigingen of opvattingen, die straf kan een heel scala beslaan van fysieke straffen tot (stilzwijgende) uitsluiting uit de groep of uit allerlei dreigementen. Ook kan er gewaarschuwd worden tegen afwijkende meningen of tegen bronnen met andere meningen.
In controverses spreken tegenstanders van de 'gevestigde orde' soms van indoctrinatie, omdat de overtuigingen en opvattingen van de gevestigde orde (per definitie) in het reguliere onderwijs worden onderwezen. Er moet echter onderscheid worden gemaakt tussen enerzijds een verantwoorde didactische benadering die de ontvanger kennis bijbrengt en zelfstandig en kritisch leert denken en anderzijds indoctrinerende leermethoden die gericht zijn op kritiekloze acceptatie van een bepaalde denkwijze. Dit is een subtiel onderscheid, dat zowel betrekking heeft op de didactische methode als op de intenties van de onderwijsgevende. De belangrijkste toets is: staat de onderwijzer open en is het onderwezene vatbaar voor kritiek?
In de praktijk is het onderscheid tussen verantwoorde opvoeding, onderwijs en beïnvloeding enerzijds en indoctrinatie anderzijds moeilijk te maken. Bijvoorbeeld, de meeste mensen, ook mensen die oprecht proberen niet te indoctrineren, vinden het niet prettig om met scepsis en kritische vragen geconfronteerd te worden. Bovendien kost de behandeling van kritische vragen tijd en inspanning.
Extreme vormen van indoctrinatie komen bijvoorbeeld voor onder totalitaire regimes. Ook worden sommige religies en sekten ervan beschuldigd indoctrinatie toe te passen.
Vaak gebeurt het zo: men verzamelt zoekende mensen, men is vriendelijk en geeft pasklare antwoorden op hun vragen, men doet allerlei beloften, men geeft die mens het gevoel uitverkoren of uitgekozen te zijn, of belast met een speciale opdracht of missie. Men deelt geheimen, beloont hen met opklimmende graden of een soort meesterschap en uiteindelijk geeft de betrokkene zelf zijn eigen wil af door complete gehoorzaamheid aan een macht buiten zichzelf om. Vanaf dan ligt de weg open voor misbruik, want zij kijken op naar hun guru en zijn erg gedwee en gehoorzaam...